# 玄椿
『玄椿』（くろつばき）は、河惣益巳による漫画のシリーズである。白泉社の隔月刊誌『MELODY』に1998年12月号から2010年12月号まで連載された。単行本は花とゆめコミックス（白泉社刊）から全12巻。文庫は白泉社文庫（白泉社刊）から全6巻。

## 概要
主人公は祇園甲部の芸妓（げいこ）、「胡蝶」。舞いの天才として生を受けた彼女を取り巻く人間模様が描かれる。舞台は主に祇園であるが上七軒や神楽坂など、別の花街を舞台としたエピソードもある。

## 登場人物

### 清白屋の人々
寧井 結花(やすい ゆいか）
主人公。祇園甲部の置屋「清白屋（すずしろや）」所属の芸妓であり、同時に清白屋のオーナーでもある。芸妓としての名前は「胡蝶」。
父親は歌舞伎俳優の北浜京次郎で、母親は同じく清白屋所属の芸妓だった「相模」。夫は恵慈。姉芸妓は「乙女」。京舞井上流の舞いの達人。夫を深く愛しているが、自分の芸を受け継がせる子供を産む為、各界の舞踊の名手を愛人に持つ。また、それとは別に、普通の男性に心惹かれて関係を持つことも。金剛流の仕舞の名手でもある。娘を出産後、井上流に属しながら自身の日本舞踊の流派を創設。
芸妓名は椿の品種「胡蝶侘助」より。
寧井 恵慈（やすい けいじ）
結花の夫で清白屋の経営を実質的に担当。また投資会社「K・G・ファンド」を経営する実業家でもある。京都大学経済学部卒。父は映画俳優だった由村弘希。母は清白屋所属の芸妓だった英勝。三味線や日舞、居合道等さまざまな特技を持つ。花街で育った為か、野暮や無粋な事が嫌いで胡蝶の男関係にも文句は言わないが、唯一、俊賢との関係だけは気に入っておらず、胡蝶の前では顔には出さないが激しくヤキモチを焼いている。
寧井 実野里（やすい みのり）
結花の娘。結花にそっくりなため父親が恵慈か俊賢かは判らない。ただ、俊賢の母親、美聰子が恵慈と結花に内緒でDNA検査を行った結果、俊賢の子供らしい。
天倫（てんりん）
清白屋の先代女将。恵慈の祖母。もともとは清白屋に仕込みで入った舞妓であったが、芸妓となった後に先々代の清白屋の女将の養女となって清白屋を継承。芸妓としても名の通った存在であったが、胡蝶が襟代えをして芸妓となった後、病気療養の為、愛人の朝賀英尚とともにハワイに渡る。若くして逝った二人の娘（英勝・相模）の忘れ形見たちを気にかけていたが、恵慈と結花の結婚を機に帰国。しばらくして病没。芸妓名は椿の品種「天倫寺月光」より。
乙女（おとめ）
本名は千津（名字不明）。元清白屋所属の芸妓で、現在は清白屋の女将。
西陣の染め屋の娘であったが家が破産・廃業した際に清白屋の先代の女将だった天倫に引き取られた。その後、清白屋所属の芸妓となるが、後に老実業家に落籍されて結婚。夫の死後、夫の一族に放擲されて清白屋に戻り、恵慈に依頼されて雇われ女将となる。
姉芸妓は相模。芸妓名は椿の品種「乙女」より。
相模（さがみ）
結花の実母。本名不明。
清白屋所属の芸妓で舞いの名手であったが過労により早死にした。祇園にある辰巳大明神の境内に捨てられていた所を「天倫」に拾われ、養女となる。歌舞伎役者の北浜京次郎との間に生まれた一人娘が結花。人間の母と、伏見稲荷大社の使いの九尾の狐との間に産まれた子供。
姉芸妓は「英勝」。芸妓名は「相模侘助」より。
英勝（えいしょう）
恵慈の実母。本名不明。
清白屋所属の芸妓で女将・天倫の娘。父は朝賀英尚。映画俳優、由村弘希と恋に堕ち恵慈を産んだ。その後、過労により死去。
芸妓名は「英勝寺佗助」より。
唐糸（からいと）
本名不明。清白屋所属の芸妓。もともと井上流を習っていたが両親の海外赴任に伴い清白屋に入って舞妓となる。単行本10巻で衿替えをして芸妓となった。なお、同期の舞妓たち（妙蓮と薫風）は芸妓にならなかった。
姉芸妓は「胡蝶」。芸妓名は「菱唐糸」より。
太郎（たろう）
本名は摩歩。清白屋所属の芸妓。
高校では陸上選手としてインターハイ優勝を経験したが、女らしさに乏しい自分にコンプレックスを抱いていた時に「胡蝶」に出会い、芸妓を志す。170cmを超える長身で抜群の身体能力を持っており、その女性離れした肺活量を活かした能管の素質は鞍馬の魔王尊も一目置くほど。姉芸妓は「胡蝶」。芸妓名は「太郎冠者」より。単行本10巻で衿替えをして芸妓となった。周一に想いを寄せるという点とその身体能力を見込まれ、若宮家から周一の妻となることを望まれた。
沙羅（しゃら）
本名はアオイ。清白屋所属の舞妓。
エルマーと夏世の長女。14歳時に弟のロータスとともに来日。清白屋の仕込みとなる。姉芸妓は唐糸。

### 若宮家
若宮 周一（わかみや しゅういち）
若手歌舞伎俳優で胡蝶の愛人の一人。恵慈の弟分。恵慈に認められて「胡蝶」の後継者の為の種を提供することになったが、現在まで役目を果たせていない。姉は宝塚歌劇団のトップスターの一人。現在は若宮虹之助を名乗っている。胡蝶の愛人となってから踊りの技術は格段に上達しており、胡蝶がスランプに陥った際に虹之助の踊りを見て立ち直ったこともある。姿と声は若宮のお家芸である「立役」には向かず、それゆえに（女性としては）体格の大きい太郎を嫁にと父に望まれる。
若宮 虹四郎（わかみや こうしろう）
大名跡を持つ歌舞伎俳優で胡蝶の愛人の一人。虹之助の父。歌舞伎踊りの若宮流の家元。
若宮 虹子（わかみや こうこ）
宝塚歌劇団の元トップスターの一人。性同一性障害者で、女性に対して指向がある。胡蝶の愛人の一人。現在は宝塚を引退し、女優となっている。父に頼まれて太郎と唐糸に逢い、周一の嫁にと太郎に白羽の矢をたてた。

### 朝賀家
朝賀 英尚
もとは仏門で修行をしていたが、第二次大戦後、実業家に転身。一代で総合商社「アサカ物産」を築き上げる。天倫の内縁の夫。天倫の死の直後に倒れるが自分を疎む恵慈が呼び寄せた家族に押し付けられ、傷心のうちに天倫の後を追うように亡くなった。財産の半分を清白屋に残した。
朝賀 昌子
英尚の正妻。器量の大きな女性で、恵慈からも一目置かれている。
朝賀 美聰子(あさか みさこ)
英尚と昌子の娘。俊賢と誠澄の母親。かつては夫がいたが父である英尚を追い越せるように責め立ててしまい、ホステスに心の安らぎを求めた夫は、ホステスと無理心中をしてしまう。そんなことから、花街に生きる芸妓・舞妓を敵視していたが、母の昌子に一喝され、清白屋の裏に住む夏世の見解に諭され、俊賢と胡蝶の中を許す。今では胡蝶の腹の子が俊賢の子と信じきって、ベビー用品を胡蝶の元に送り続ける。
朝賀 俊賢（あさか としさと）
英尚の孫。アサカ物産の役員であったが惠慈によって追放される。その後、胡蝶に入れあげて足繁く通うようになり、やがて肉体関係を持つ。胡蝶の妊娠を知った際には子供の父親は自分だと譲らず、胡蝶や彼女の娘に強くこだわったが、そのために胡蝶の祖父である九尾の狐によって結界を張られ、清白屋には近づけなくなるという結末を迎えた。
朝賀 誠澄（あさか たかすみ）
英尚の孫で中堅の劇作家。当代の若宮虹之助（周一）の女形としての才能に目をつけ、歌舞伎の脚本家として周一を歴史的名優に育て上げるという夢を抱いている。

### その他京都の人々
夏世（なつよ）
清白屋の裏の医院「芙蓉」の院長を務める女医。
「芙蓉」はかつては置屋だったが、一人娘の夏世は家業を継がず医者になった。京都大学医学部を出た後、アメリカでの勤務医を経て実家を医院に改装して開業。乙女の中学校の同級生で恵慈の小学校から大学までの先輩。清白屋の芸妓・舞妓たちの良き姉貴分。乙女からは「なっちゃん」、恵慈からは「夏世姉」「先輩」、清白屋の芸・舞妓達からは「センセ」、エルマーからは「ナッツ」と呼ばれている。専門は外科。
エルマー・ソリス
夏世のかつての夫。ハーバード大を首席で卒業して証券ディーラーとなったがリーマン・ショックの際に事業は破綻。アルコール使用障害となった。その後、子供たちを追って来日し、惠慈の会社に雇われる。
ロータス・ソリス
夏世とエルマーの長男。12歳時に来日。
梅衣（うめきぬ）
本名不明。上七軒の「春告」に所属する美人芸妓。乙女と同じく西陣の染め屋の娘であったが、家が破産・廃業した際に春告に引き取られた。或る事件をきっかけにして清白屋と付き合いが始まり、現在では胡蝶の友人。大阪の実業家・上村光輝と愛人関係にある。十子の姉芸妓だった。
真広（まさひろ）
名字不明。室町にある京友禅の染物屋「橘正屋（きっしょうや）」の主人。居合いの達人でもある。恵慈の幼馴染みで、ともに鞍馬寺で居合の修業をしていた。後に結花に求婚するも振られる。典広(のりひろ)という名前の一人息子有り。

### 神楽坂の人々
十子（とおこ）
名字不明。神楽坂の置屋「加祖江（かぞえ）」の芸者「一二三（ひふみ）」と実業家・阿川普裕（あがわ ゆきやす）の間に生まれた娘。一二三は愛し合っていた阿川に縁談が持ち上がったため、娘がお腹にいることを隠して身を引いた。母と死別した後に上七軒の「春告」に引き取られ、仕込みとして育つ。店出し前の17歳の時、父を探しに東京に行きたいと梅衣に言うが、反対されたので髪を切って飛び出した。後に三五と父が「春告」に挨拶に赴き、「加祖江（かぞえ）」に円満移籍。東京友禅の職人として修業中のミシェルと愛し合うようになる。
三五（さんご）
本名不明。加祖江の三代目女将。愛人を妹芸者の一八に寝取られた過去がある。一八の娘・逸未が虐待されていることを知り、彼女を自分の下へ引き取り養女として養育することになる。
一八（いちよう）
本名不明。三五の妹芸者で、かつて三五の愛人を寝取り、その愛人との間に逸未を産んだ。しかしその後、再婚相手と共に娘を虐待したため親権と養育権を失った。
逸未（いつみ）
名字不明。三五の養女で司法実習生。一八の娘だったが、母と母の再婚相手に虐待されており、その後母が親権と養育権を失ったことで三五に引き取られた。
正田松籟（しょうだまつかぜ）
エッセイスト・実業家。神楽坂界隈の町火消しから発展した企業グループ「正田組」の八代目組長。中学生時に鞍馬山を訪問し、恵慈や真広と知り合う。
ミシェル
東京友禅の修業中のフランス人の職人。人間国宝であり工房「花の木」の主・蔵六の弟子。

### 神仏
魔王尊（まおうそん）
鞍馬寺の本尊の一柱。胡蝶の舞いのファンで、しばしば物語に絡む。
阿吽（あうん）
毘沙門天が清白屋（主に胡蝶）に用がある際に遣わす二頭一対の虎。京都鞍馬寺の阿吽は恵慈の料理が大好物だが、大変な大喰らいの上、度々もてなしを強要するため、恵慈からは煙たがられている。毘沙門天を祀る古刹にはそれぞれ別の個体が存在しているらしく、神楽坂の善国寺には鞍馬とはまた違った阿吽が棲みついている。胡蝶は「あーちゃん」「うんちゃん」と呼び、いずれの阿吽からも懐かれている。京都の阿吽は胡蝶達の元に遣わされる時は一般の猫のサイズに変化する。
「お使い」
伏見稲荷に仕える神獣で、白い毛皮を持つ巨大な九尾の狐。伏見稲荷の巫女との間に相模をもうけ、辰巳大明神に託した。
辰巳大明神
祇園の土地神。相模を九尾の狐から託されて天倫に預けた。その後も祇園内で相模、胡蝶を護る。

## 書誌情報
- 河惣益巳 『玄椿』 白泉社〈花とゆめコミックス〉、全12巻
  1. 2000年8月5日発売、ISBN 4-592-17101-2
  2. 2001年9月5日発売、ISBN 4-592-17102-0
  3. 2002年9月5日発売、ISBN 4-592-17103-9
  4. 2003年4月5日発売、ISBN 4-592-17104-7
  5. 2004年6月5日発売、ISBN 4-592-17105-5
  6. 2005年11月5日発売、ISBN 4-592-18266-9
  7. 2006年10月5日発売、ISBN 4-592-18267-7
  8. 2007年7月5日発売、ISBN 978-4-592-18268-9
  9. 2008年7月5日発売、ISBN 978-4-592-18269-6
  10. 2009年9月4日発売、ISBN 978-4-592-18270-2
  11. 2010年7月5日発売、ISBN 978-4-592-19301-2
  12. 2011年3月4日発売、ISBN 978-4-592-19302-9

- 河惣益巳 『玄椿』 白泉社〈白泉社文庫〉、全6巻
  1. 2013年9月13日発売、ISBN 978-4-592-89032-4
  2. 2013年9月13日発売、ISBN 978-4-592-89033-1
  3. 2013年9月13日発売、ISBN 978-4-592-89034-8
  4. 2013年12月13日発売、ISBN 978-4-592-89035-5
  5. 2013年12月13日発売、ISBN 978-4-592-89036-2
  6. 2013年12月13日発売、ISBN 978-4-592-89037-9

## その他
胡蝶ら清白屋の芸妓・舞妓たちの師匠は五世井上八千代であるが、この女性の夫の九世観世銕之亟は成田美名子の漫画『花よりも花の如く』の監修者で、作中に登場する相葉匠人のモデルである。